# Laomédie (Néréide)
Pour les articles homonymes, voir Laomédie.
Dans la mythologie grecque, Laomédie (en grec ancien Λαομέδεια / Laomédeia) est une Néréide, fille de Nérée et de Doris, citée par Hésiode dans sa liste de Néréides. 

## Étymologie et fonction
Le nom Laomédie, en grec ancien Λαομέδεια / Laomédeia, est composé de deux parties. La première, lao-, vient soit de laos qui signifie « peuple » ou de laas qui signifie « pierre ». La deuxième partie, μέδεια / médeia, signifie « reine ».
Laomédie est donc la Néréide reine du peuple ou reine des pierres.

## Famille
Ses parents sont le dieu marin primitif Nérée, surnommé le vieillard de la mer, et l'océanide Doris. Elle est l'une de leur multiples filles, les Néréides, généralement au nombre de cinquante, et a un unique frère, Néritès. Pontos (le Flot) et Gaïa (la Terre) sont ses grands-parents paternels, Océan et Téthys ses grands-parents maternels.

## Évocation moderne

### Astronomie
Son nom a été donné à un satellite naturel de Neptune, Laomédie, découvert le 13 août 2002. Avant que ce nom ne lui soit donné, la douzième lune de Neptune portait la désignation provisoire S/2002 N 3.

### Zoologie
L'espèce Laomédie, dans l'ordre des Cnidaires, doit son nom à la Néréide.